# Andrena blanda
Andrena blanda är en biart som beskrevs av Pérez 1895. Andrena blanda ingår i släktet sandbin, och familjen grävbin. Inga underarter finns listade i Catalogue of Life.